# 龙山路 (青岛)
龙山路是中华人民共和国山东省青岛市市南区的一条街道，位于信号山（部分资料又称“龙山”）下，德占时期将原土路依山劈石填沟翻建而成。

## 沿革
自筑成起至1923年无官方所定名称。1923年定名龙山路。该路北端与齐东路、伏龙山路、苏州路、江苏路和观象一路共六条道路交汇，南端与龙江路、恒山路交汇。龙山路4号的龙山路基督教堂，即从前青岛地方教会的聚会处。中段是信号山公园的大门，正对着几步之遥的江苏路基督教堂，南段有著名的德国建筑青岛总督官邸（今青岛迎宾馆），现已作为旅游景点向游人开放。现在龙山路北段是由南向北的单行线。
Template:青岛老街